# Plateau Challenger

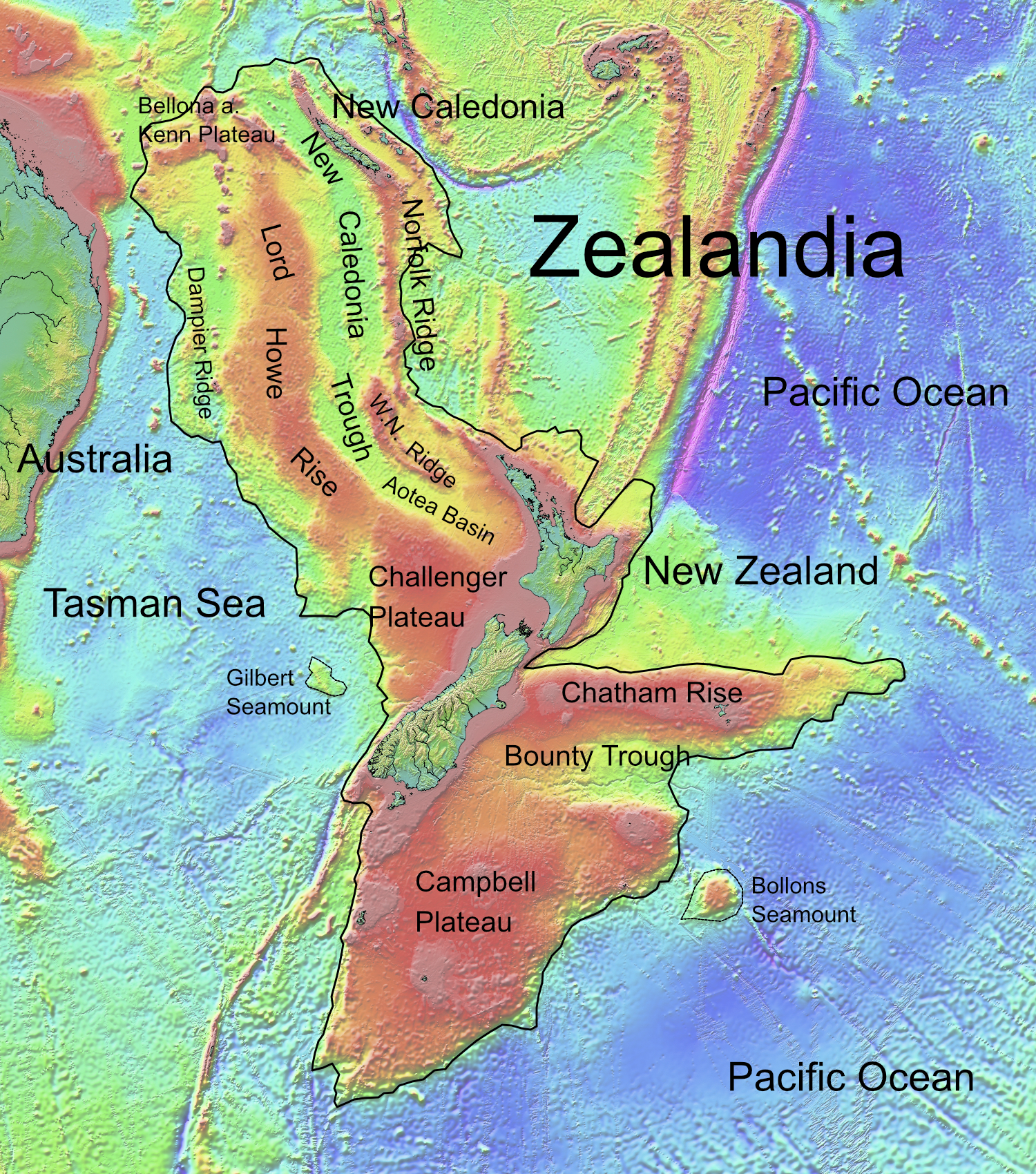
Mappa topografica della Zealandia con la localizzazione del Plateau Challenger.

Il plateau Challenger è un vasto plateau oceanico sottomarino situato nella parte sudoccidentale dell'Oceano Pacifico. 
È localizzato a ovest dell'Isola del Sud, nella Nuova Zelanda, e a sud del Lord Howe Rise. Ha un diametro di circa 500 km e si estende su una superficie di circa 280 000 km2. Il plateau si trova a una profondità compresa tra 500 e 1500 m ed è ricoperto da uno strato di rocce sedimentarie risalenti al Cretacico superiore e spesso fino a 1500 m.
Il plateau Challenger si è originato in seguito alla frammentazione della Gondwana ed è uno dei cinque maggiori componenti sottomarini della Zealandia, un continente quasi interamente sommerso.